# Webranking
Webranking bezeichnet eine Rangordnung realweltlicher Objekte (Personen, Unternehmen, Produkte, Orte, Universitäten etc.), die auf Basis von Internet-Recherchen zu diesen Objekten und darauf aufbauender Bewertungen erstellt wird.
Der Begriff Webranking wird manchmal auch synonym für die sortierte Darstellung von Dokumenten in Trefferlisten einer Suchmaschine mittels Algorithmen wie PageRank verwendet.

## Methodik
Zu jedem Eintrag einer Gruppe realweltlicher Objekte, die auf einem Webranking erscheinen sollen, werden ein oder mehrere Suchanfragen gestellt, die Trefferlisten ausgewertet und zu einer Bewertung verrechnet. Die Rangordnung entsteht dann durch Sortieren der Einträge nach dieser Bewertung. Damit misst ein Webranking die Internet-Popularität der zugehörigen Einträge und setzt sie zueinander ins Verhältnis.